# Karol Koburg
Karol Teodor Henryk Antoni Meinrad, fr. Charles Théodore Henri Antoine Meinrad (ur. 10 października 1903 w Brukseli, zm. 1 czerwca 1983 w Ostendzie) – hrabia Flandrii, książę i regent Belgii, młodszy syn króla Alberta I i Elżbiety Gabrieli Wittelsbach, córki księcia bawarskiego Karola Teodora, młodszy brat króla Leopolda III.

## Życiorys
Od 1910 nosił tytuł „hrabiego Flandrii”. Po wybuchu I wojny światowej w 1914 został wysłany do Wielkiej Brytanii. Tam przeszedł szkolenie w Royal Navy. W 1926 powrócił do Belgii i wstąpił do École royale militaire w Brukseli. Następnie otrzymał dowództwo nad pułkiem gwardii konnej. Karol odziedziczył po matce zamiłowanie do sztuki oraz nonkonformistyczną postawę. Stanowił pod tym względem przeciwieństwo swojego starszego brata. Utrudniło im to porozumienie w najtrudniejszych momentach „kwestii królewskiej”.
W maju 1940 walczył z Niemcami jako oficer armii belgijskiej. Po kapitulacji 28 maja przeniósł się do Brukseli, gdzie żył z dala od polityki. W 1944 zagrożony aresztowaniem wstąpił do oddziałów partyzanckich w Ardenach. Po wyzwoleniu Belgii we wrześniu 1944 kraj podzielił się na stronników i przeciwników króla Leopolda III, oskarżanego o kolaborację z Niemcami. Król przebywał w tym czasie w niewoli w Hirschstein, ale nawet po wyzwoleniu w 1945 nie wrócił do kraju. W takiej sytuacji Karol został 20 września 1944 regentem Królestwa Belgii.
Czas regencji to odbudowa kraju ze zniszczeń wojennych, co udało się w znacznej mierze dzięki amerykańskiej pomocy w ramach planu Marshalla. W jego ramach Belgia otrzymała (razem z Luksemburgiem) 195 milionów dolarów w latach 1948–1949, 222 miliony w latach 1949–1950 i 360 milionów w latach 1950–1951. Sektor budowlany działał sprawnie dzięki rządowym dotacjom na odbudowę zniszczonych budynków. Finanse królestwa zostały ustabilizowane dzięki reformom ministra Camille'a Gutta. Usprawniono system opieki społecznej. W 1947 Belgia weszła (razem z Holandią i Luksemburgiem) w skład Beneluxu. Była również członkiem założycielem ONZ i NATO. W 1948 kobiety otrzymały w Belgii pełne prawo wyborcze.
Regencja Karola dobiegła końca 20 lipca 1950. Dwa dni później do Belgii wrócił Leopold III. W przeprowadzonym wkrótce potem referendum większość Belgów opowiedziała się za pozostaniem Leopolda na tronie. Jednak król został przekonany przez większość swojego otoczenia do abdykacji na rzecz swojego syna Baldwina, co nastąpiło w 1951. Jednym z namawiających Leopolda do abdykacji był książę Karol. Niektórzy historycy przypisują mu chęć zabrania bratu korony.
Po tym fakcie Karol, bojkotowany przez rodzinę królewską, został zmuszony do wycofania się z życia politycznego. Musiał opuścić dwór i zamieszkać w swej posiadłości w Raversijde, którą nazywał „podwórkiem”. W tym czasie dużo czasu poświęcał malarstwu. Swoje obrazy podpisywał po flamandzku: „Karel van Vlaanderen”. Nigdy już nie spotkał się z bratem, który później nie wziął nawet udziału w jego pogrzebie. W 1960 Karol zrezygnował z korzystania z listy cywilnej. Ostatnie lata życia upłynęły byłemu regentowi na sporach z władzami Ostendy, które próbowały go wywłaszczyć, oraz na procesach z dwoma biznesmenami, którym Karol powierzył swój majątek, a ci jakoby mieli go oszukać. Mimo iż procesy zakończyły się sukcesem Karola, prasa uznała, że książę chciał uniknąć płacenia podatków oraz uniemożliwić przejęcie spadku po nim przez rodzinę królewską.
W 1980 powoli zaczęły mu się kończyć środki do życia. Karol wystawił więc na licytację przedmioty osobiste i pamiątki rodzinne. Zmarł w 1983 w szpitalu w Ostendzie. Został pochowany w krypcie królewskiej kościoła Notre-Dame w pałacu Laeken w Brukseli.

### Rzekome małżeństwo
14 września 1977 miał rzekomo poślubić w Paryżu Jacqueline Peyrebrune (ur. 1921), ale nie istnieje żaden dowód na potwierdzenie tego małżeństwa. Książę pozostawił nieślubną córkę Izabelę, urodzoną w 1938.